# Arcidiocesi di Rabaul
L'arcidiocesi di Rabaul (in latino: Archidioecesis Rabaulensis) è una sede metropolitana della Chiesa cattolica in Papua Nuova Guinea. Nel 2022 contava 187.500 battezzati su 405.000 abitanti. È retta dall'arcivescovo Rochus Josef Tatamai, M.S.C.

## Territorio
L'arcidiocesi comprende la provincia della Nuova Britannia Est in Papua Nuova Guinea.
Sede arcivescovile è la città di Kokopo, dove si trova la cattedrale del Sacro Cuore di Gesù. A Rabaul si trova la concattedrale di San Francesco Saverio.
Il territorio è suddiviso in 41 parrocchie, raggruppate in tre vicariati: Rabaul, Kokopo e Pomio. In quest'ultimo vicariato le parrocchie delle vallate e sulle montagne sono raggiungibili soltanto a piedi, dopo una navigazione in barca.

## Storia
Il vicariato apostolico della Nuova Britannia fu eretto il 10 maggio 1889 con il breve Ut catholica fides di papa Leone XIII, ricavandone il territorio dal vicariato apostolico di Melanesia e affidato ai Missionari del Sacro Cuore di Gesù. Al vicariato apostolico della Nuova Britannia fu affidata la cura pastorale del vicariato apostolico di Micronesia.
Il vescovo Louis Couppé (M.S.C.), vicario apostolico della Nuova Bretagna, inviò il 24 novembre 1890 sei suppliche al cardinale Giovanni Simeoni della Congregazione di Propaganda Fide:
- il progetto di riunire la parte tedesca della Nuova Guinea al vicariato apostolico della Nuova Bretagna;
- la domanda di modificare il nome ufficiale del vicariato in Nuova Pomerania al posto di Nuova Bretagna, poiché il governo tedesco insiste sul nuovo nome dell'isola;
- la domanda di creazione di una prefettura apostolica della Micronesia;
- tre altre suppliche per ricevere più libri e personale ecclesiastico.[3]

L'8 dicembre 1890 assunse il nome di vicariato apostolico della Nuova Pomerania. Pur essendo un protettorato tedesco con il nome di Nuova Pomerania fin dal 1884, gli Annuari pontifici continuarono a riportare il nome di vicariato apostolico della Nuova Britannia fino all'edizione del 1894, dove appare il nome corretto di vicariato apostolico della Nuova Pomerania.
Il 24 febbraio 1896 cedette una porzione del suo territorio a vantaggio dell'erezione della prefettura apostolica delle Terre dell'Imperatore Guglielmo (oggi arcidiocesi di Madang).
Il 14 novembre 1922 assunse il nome di vicariato apostolico di Rabaul per effetto del decreto Post exstinctum della Congregazione di Propaganda Fide.
Il 7 luglio 1945 a Vunaiara fu martirizzato Peter To Rot, catechista che difese il matrimonio e la famiglia cristiana. Il 17 gennaio 1995 divenne il primo beato papuano. La cerimonia di beatificazione presieduta da Giovanni Paolo II si sarebbe dovuta svolgere a Rabaul, ma la distruzione della città pochi mesi prima determinò lo spostamento a Port Moresby.
Il 5 luglio 1957 cedette un'altra porzione di territorio a vantaggio dell'erezione del vicariato apostolico di Kavieng (oggi diocesi).
Il 15 novembre 1966 il vicariato apostolico è stato elevato al rango di arcidiocesi metropolitana con la bolla Laeta incrementa di papa Paolo VI.
Il 19 settembre 1994 Rabaul fu distrutta dall'eruzione di due vulcani, pertanto la sede vescovile nel 1997 è stata traslata a Vunapope.
Il 4 luglio 2003 ha ceduto un'ulteriore porzione di territorio a vantaggio dell'erezione della diocesi di Kimbe.

## Cronotassi dei vescovi
Si omettono i periodi di sede vacante non superiori ai 2 anni o non storicamente accertati.
- Enrico Verjus, M.S.C. † (10 maggio 1889 - 28 dicembre 1889 nominato coadiutore del vicario apostolico della Nuova Guinea)
- Louis Couppé, M.S.C. † (26 dicembre 1889 - 1923 dimesso)
- Gerard Vesters, M.S.C. † (2 febbraio 1923 - 1939 dimesso)
- Leo Isidore Scharmach, M.S.C. † (13 giugno 1939 - 6 agosto 1962 dimesso)
- Johannes Höhne, M.S.C. † (1º marzo 1963 - 27 maggio 1978 deceduto)
- Albert-Leo Bundervoet, M.S.C. † (6 marzo 1980 - 29 marzo 1989 deceduto)
- Karl Hesse, M.S.C. † (7 luglio 1990 - 11 agosto 2011 ritirato)
- Francesco Panfilo, S.D.B. (11 agosto 2011 succeduto - 19 giugno 2020 ritirato)
- Rochus Josef Tatamai, M.S.C., dal 19 giugno 2020

## Statistiche
L'arcidiocesi nel 2022 su una popolazione di 405.000 persone contava 187.500 battezzati, corrispondenti al 46,3% del totale.
| anno | popolazione | popolazione | popolazione | presbiteri | presbiteri | presbiteri | presbiteri                | diaconi | religiosi | religiosi | parrocchie |
| anno | battezzati  | totale      | %           | numero     | secolari   | regolari   | battezzati per presbitero | diaconi | uomini    | donne     | parrocchie |
| ---- | ----------- | ----------- | ----------- | ---------- | ---------- | ---------- | ------------------------- | ------- | --------- | --------- | ---------- |
| 1970 | 100.638     | 150.000     | 67,1        | 61         | 3          | 58         | 1.649                     |         | 111       | 227       | 45         |
| 1980 | 140.300     | 205.000     | 68,4        | 52         | 4          | 48         | 2.698                     |         | 92        | 226       | 46         |
| 1990 | 164.000     | 269.000     | 61,0        | 64         | 14         | 50         | 2.562                     |         | 78        | 216       | 75         |
| 1999 | 221.300     | 404.300     | 54,7        | 67         | 25         | 42         | 3.302                     |         | 69        | 142       | 44         |
| 2000 | 224.840     | 411.790     | 54,6        | 69         | 31         | 38         | 3.258                     |         | 89        | 131       | 44         |
| 2001 | 227.250     | 418.500     | 54,3        | 66         | 29         | 37         | 3.443                     |         | 88        | 122       | 44         |
| 2002 | 233.450     | 419.450     | 55,7        | 66         | 30         | 36         | 3.537                     |         | 82        | 141       | 44         |
| 2003 | 110.000     | 180.000     | 61,1        | 27         | 18         | 9          | 4.074                     |         | 38        | 19        | 18         |
| 2004 | 131.500     | 235.600     | 55,8        | 49         | 22         | 27         | 2.683                     |         | 95        | 135       | 29         |
| 2010 | 149.870     | 285.540     | 52,5        | 60         | 36         | 24         | 2.497                     |         | 51        | 135       | 33         |
| 2014 | 159.480     | 308.600     | 51,7        | 66         | 47         | 19         | 2.416                     |         | 48        | 117       | 35         |
| 2017 | 155.407     | 354.004     | 43,9        | 67         | 47         | 20         | 2.319                     |         | 38        | 128       | 38         |
| 2020 | 178.652     | 384.952     | 46,4        | 68         | 54         | 14         | 2.627                     |         | 26        | 121       | 41         |
| 2022 | 187.500     | 405.000     | 46,3        | 71         | 57         | 14         | 2.640                     |         | 26        | 121       | 41         |